# Cavetown (compositor)
Robin Daniel Skinner (nascut el 15 de desembre de 1998), conegut professionalment com a Cavetown (estilitzat com a cavetown), és un cantant, compositor, productor discogràfic i YouTuber anglès. El seu estil combina elements de rock indie, pop indie i lo-fi amb balades d'⁣ukulele suaus.
El juny de 2022, havia acumulat més de 8,1 milions de reproduccions mensuals a Spotify. El seu canal de YouTube, que va començar el novembre de 2012, es troba als 2,09 milions de subscriptors i 398 milions de visualitzacions de vídeo a juny de 2022. Skinner va publicar el seu quart àlbum d'estudi, Sleepyhead, el març de 2020.

## Primers anys de vida
Skinner va néixer a Oxford, Anglaterra, el 15 de desembre de 1998. El seu interès per la música va ser inspirat pel seu pare, David Skinner, musicòleg i director de cor, que li va ensenyar a tocar la guitarra acústica als vuit anys. La seva mare és flautista professional de barroc i professora de música. Es va criar a Cambridge i va assistir al Parkside Community College del 2010 al 2015 i al Hills Road Sixth Form College fins al 2017.

## Carrera

### 2012–2015: YouTube i Bandcamp
Skinner va començar el seu canal de YouTube el novembre de 2012 i va penjar el seu primer vídeo, una cançó original anomenada "Haunted Lullaby", l'octubre de 2013. La primera cançó que Skinner va escriure i gravar va ser "Rain" el 2013. Poc després, Skinner va començar a compartir música a Bandcamp amb el seu primer àlbum, Everything Is Made of Clouds, als 14 anys. Va publicar Gd Vibes, Nervous Friends // Pt. 1, Balance i Everything is Made of Stars a Bandcamp durant els dos anys següents. Els crítics van expressar que sentia "l'acceptació de la ignorància" a Gd Vibes. Skinner va publicar el seu senzill debut "This is Home" l'agost de 2015, abans de llançar el seu àlbum debut homònim el novembre de 2015. Els crítics van descriure l'àlbum Cavetown com "una barreja eclèctica d'acústica i electrònica". Skinner va continuar publicant versions de cançons al seu canal de YouTube d'artistes com Pinegrove, Twenty One Pilots i Joji.

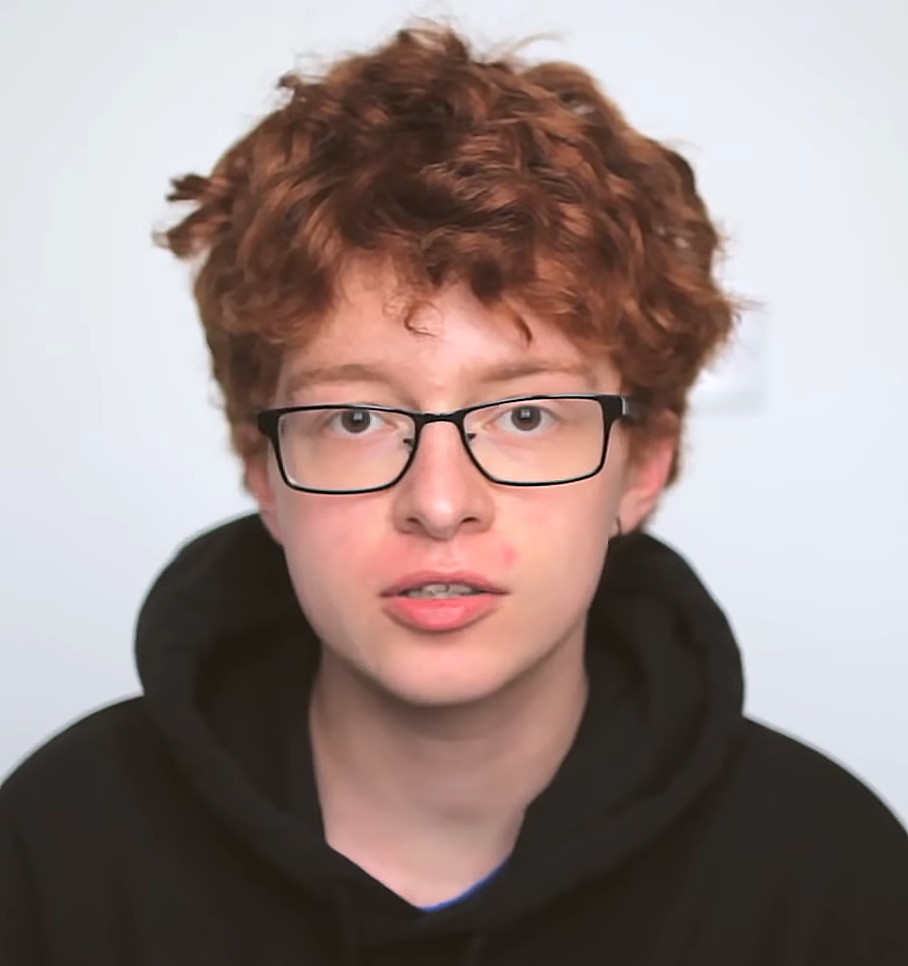
Cavetown en un vídeo de preguntes i respostes el 2018

### 2016-2018: 16/04/16 i Lemon Boy
El 2016, Skinner va publicar el seu segon àlbum d'estudi, 16/04/16. L'àlbum inclou una barreja de "pop de dormitori càlid i melòdic" i "rock indie lo-fi". L'àlbum va ser dedicat al seu amic de la infància, Jack Graham, que va morir de leucèmia a la data que dona nom a l'àlbum. El 60% dels ingressos de l'àlbum van ser donats a Cancer Research UK.
L'abril de 2017, mentre encara estava al Sixth Form College, Skinner va arribar a la final del Cambridge Band Competition, guanyant tant el Millor Acte Acústic com el Kimberley Rew Award for Songwriting. El 2018 va publicar el seu tercer àlbum, Lemon Boy. A 2023, la cançó que dona nom a l'àlbum ha acumulat 144 milions de reproduccions a Spotify i 29 milions de visualitzacions a YouTube.

### 2019-2021:Animal Kingdom,SleepyheadiMan's Best Friend

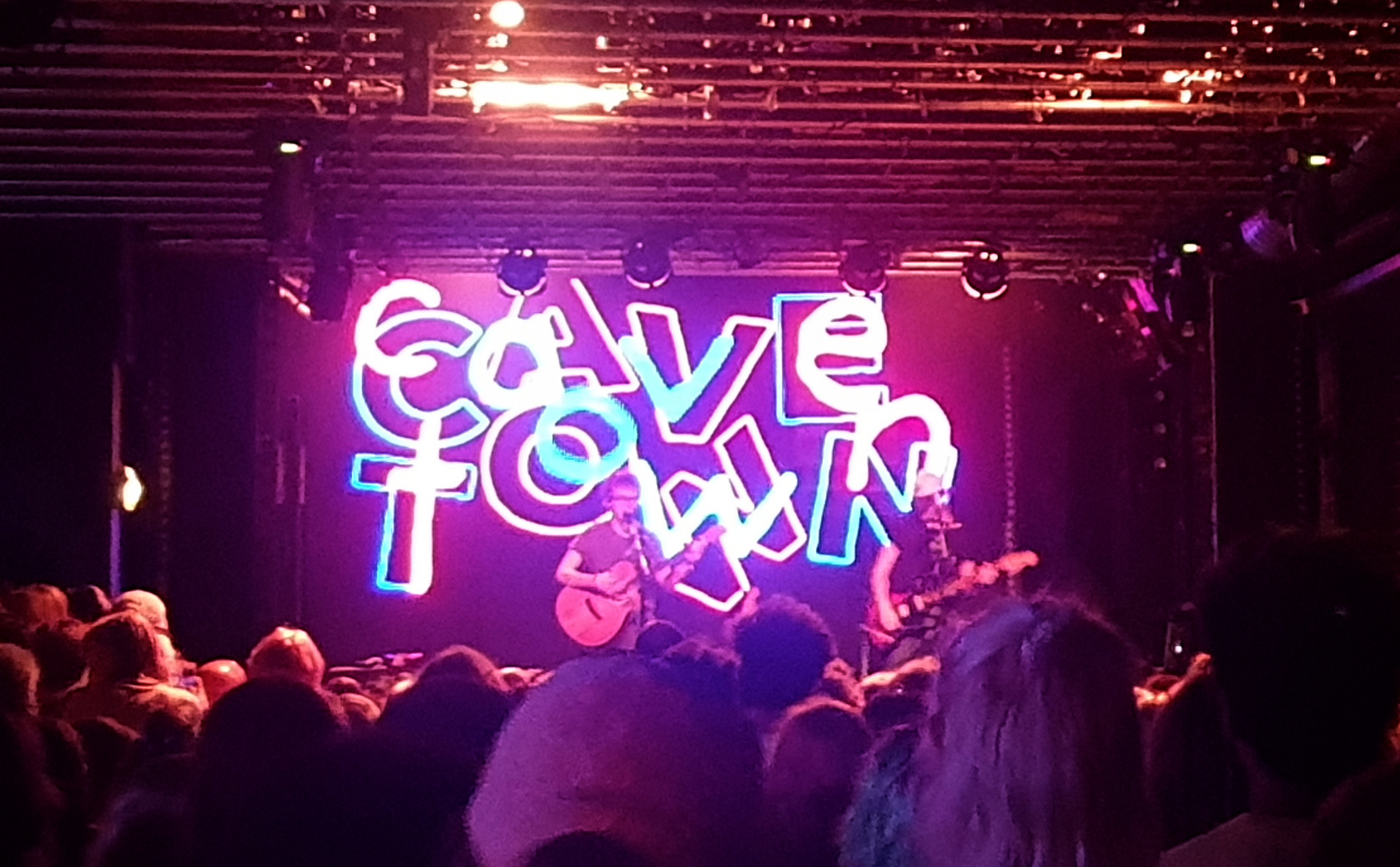
Cavetown a Viena l'agost de 2019

El 2019, Skinner va publicar cinc senzills dividits que més tard es van compilar a Animal Kingdom, un mixtape de deu cançons que inclouen covers i senzills originals amb aparicions com a convidats de Sidney Gish, Simi, Chloe Moriondo i Spookyghostboy. Va produir el senzill "Prom Dress" de Mxmtoon, que ha guanyat més de 152 milions de reproduccions a Spotify i s'ha utilitzat en més de 100.000 vídeos a la plataforma per compartir vídeos TikTok. El senzill va aparèixer a l'àlbum debut de Mxmtoon, The Masquerade, que també va ser totalment produït per Skinner. Skinner va actuar a l'escenari acústic del Victorious Festival l'agost de 2019.
Va signar amb Sire Records el 2019, on va llançar el senzill "Telescope" abans del seu proper àlbum, anunciat més tard com a Sleepyhead. Va tocar de gira a 31 sales dels Estats Units i 15 del Regne Unit durant quatre mesos. Es va unir a ell Hunny i Mxmtoon per a uns quants espectacles a la gira del Regne Unit, així com Field Medic i Chloe Moriondo per a alguns espectacles a la gira pels Estats Units. L'octubre de 2019, Skinner va anunciar la seva gira principal per la costa est d'Austràlia, que va tenir lloc el gener de 2020, on l'acompanyava Spookyghostboy.
El 2020, Skinner va llançar el seu àlbum de debut amb un segell important, titulat Sleepyhead. Va cancel·lar la gira en suport de Sleepyhead a causa de la pandèmia de COVID-19 el juny de 2020. El juliol de 2020, Skinner va col·laborar amb Tessa Violet al senzill "Smoke Signals" i va anunciar el llançament de la seva línia de roba unisex Cave Collective.
El juny de 2021, va publicar el seu EP Man's Best Friend, que inclou 7 cançons, entre elles una cover de "Paul", cançó original de Big Thief.

### 2022-present: Worm Food
Durant el 2022, Skinner va publicar diversos senzills, tres dels quals posteriorment passarien a formar part de Worm Food, el seu cinquè àlbum d'estudi, estrenat el 4 de novembre d'aquell mateix any. L'àlbum conté 13 cançons, amb col·laboracions amb artistes com ara Beebadoobee, Chloe Moriondo i Vic Fuentes, vocalista del grup Pierce the Veil. L'àlbum va rebre crítiques generalment positives.

## This Is Home Project
L'octubre de 2022 va anunciar un nou projecte anomenat "This Is Home Project". Aquest projecte consisteix en la creació d'una organització benèfica independent fundada per ell mateix que se centra a ajudar els joves LGBTQ+ amb diferents propostes, entre d'altres millorar l'accés a habitatge segur, serveis de salut mental, etc. Té com a objectiu recaptar com a mínim un milió de dòlars en els tres anys vinents per diferents associacions i organitzacions benèfiques, a partir de donacions, venda de marxandatge i actes musicals. El primer acte a realitzar-se en suport de l'organització es va dur a terme el dia 11 de gener de 2023 a Nova York, amb actuacions de Cavetown, mxmtoon i Chloe Moriondo, entre d'altres. Tots els beneficis van ser donats a New Alternatives, una organització benèfica amb seu a Nova York centrada a posar fi al sensellarisme per als joves LGBTQ+.
Segons Skinner, la idea de començar aquest projecte li va venir quan va veure que els seus concerts eren cada cop més multitudinaris, i veient que la seva popularitat creixia, va considerar que potser podia aprofitar-ho per recaptar diners i col·laborar amb altres organitzacions. El nom de l'organització ve donat pel títol d'una de les seves cançons més populars, "This is Home", que tracta la disfòria de gènere de l'artista.

## Vida personal
Skinner ha afirmat que es troba tant en l'espectre aromàntic com asexual. Skinner viu a Cambridge des del 2019. Va anunciar que és transgènere el setembre del 2020.

## Discografia

### Àlbums d'estudi
| Títol      | Detalls de l'àlbum | Posició màxima a les llistes | Posició màxima a les llistes | Posició màxima a les llistes |
| Títol      | Detalls de l'àlbum | UK                           | USHeat                       | USFolk                       |
| ---------- | --- | ---------------------------- | ---------------------------- | ---------------------------- |
| Cavetown   | - Publicació: 9 de novembre de 2015 - Discogràfica: autoeditada - Format: Descàrrega digital, streaming, vinil           | —                            | —                            | —                            |
| 16/04/16   | - Publicació: 15 d'agost de 2016 - Discogràfica: autoeditada - Format: Descàrrega digital, streaming, vinil              | —                            | —                            | —                            |
| Lemon Boy  | - Publicació: 1 de gener de 2018 - Discogràfica: autoeditada - Format: CD, descàrrega digital, streaming, vinil          | —                            | —                            | —                            |
| Sleepyhead | - Publicació: 27 de març de 2020 - Discogràfica: Sire Records - Format: CD, casset, descàrrega digital, streaming, vinil | 52                           | 12                           | 16                           |
| Worm Food  | - Publicació: 4 de novembre de 2022 - Format: CD, casset, descàrrega digital, streaming                                  | -                            | -                            | -                            |

### Extended plays
| Títol             | Detalls | Posició màxima a les llistes |
| Títol             | Detalls | USHeat.ENC                   |
| ----------------- | --- | ---------------------------- |
| Dear.             | - Publicació: 29 de juny de 2018 - Discogràfica: Triple Crown Records - Format: CD, descàrrega digital, streaming, vinil | 6                            |
| Man's Best Friend | - Publicació: 4 de juny de 2021 - Discogràfica: Sire Records - Format: Descàrrega digital, streaming                     | —                            |

### Mixtapes
| Títol          | Detalls |
| -------------- | --- |
| Animal Kingdom | - Publicació: 12 d'abril de 2019 - Discogràfica: Oat Milk - Formats: Descàrrega digital, streaming, CD, vinil |

### Senzills
Com a artista principal
| Any  | Títol                                                     | Certificacions          | Àlbum/EP                |
| ---- | --------------------------------------------------------- | ----------------------- | ----------------------- |
| 2015 | "Devil Town"                                              | - BPI: Plata - RIAA: Or | Cavetown                |
| 2015 | "This is Home"                                            | - RIAA: Or              | -                       |
| 2018 | "Lemon Boy"                                               | - RIAA: Or              | Lemon Boy               |
| 2018 | "Just Add Water"                                          |                         | Dear.                   |
| 2018 | "Juliet"                                                  |                         | Animal Kingdom: Sandy   |
| 2018 | "Boys Will Be Bugs"                                       | - RIAA: Or              | Animal Kingdom: Comet   |
| 2019 | "Advice"                                                  |                         | Animal Kingdom: Ash     |
| 2019 | "Self Control" (cover de Frank Ocean)                     |                         | Animal Kingdom: Shells  |
| 2019 | "Hug All Ur Friends"                                      |                         | Animal Kingdom: Jackson |
| 2019 | "Home"                                                    |                         | -                       |
| 2019 | "Feb 14"                                                  |                         | Sleepyhead              |
| 2019 | "Telescope"                                               |                         | Sleepyhead              |
| 2019 | "Things That Make It Warm"                                |                         | Sleepyhead              |
| 2019 | "You've Got a Friend in Me" (cover Randy Newman)          |                         | -                       |
| 2020 | "Sweet Tooth"                                             |                         | Sleepyhead              |
| 2020 | "I Miss My Mum"                                           |                         | Sleepyhead              |
| 2020 | "Smoke Signals" (amb Tessa Violet)                        |                         | -                       |
| 2020 | "Sharpener"                                               |                         | Man's Best Friend       |
| 2021 | "Sharpener's Calling Me Again" (amb Kina)                 |                         | -                       |
| 2021 | "Paul" (cover de Big Thief)                               |                         | Man's Best Friend       |
| 2021 | "Ur Gonna Wish U Believed Me"                             |                         | Man's Best Friend       |
| 2021 | "Teenage Dirtbag" (amb Chloe Moriondo) (cover de Wheatus) |                         | -                       |
| 2022 | "squares"                                                 |                         | squares / y 13          |
| 2022 | "y 13"                                                    |                         | squares / y 13          |
| 2022 | "Fall In Love with a Girl" (amb Beabadoobee)              |                         | Worm Food               |
| 2022 | "Grocery Store"                                           |                         | -                       |
| 2022 | "1994"                                                    |                         | Worm Food               |
| 2022 | "frog"                                                    |                         | Worm Food               |

Com a artista destacat
| Any  | Títol                                       | Àlbum/EP              |
| ---- | ------------------------------------------- | --------------------- |
| 2018 | "Devil Town" (amb Kevin Devine)             | Devinyl Splits No. 11 |
| 2020 | "Is Your Bedroom Ceiling Bored?" (amb Sody) | -                     |
| 2020 | "Lemons" (amb Brye)                         | -                     |
| 2021 | "Struck By Lightning" (amb Sara Kays)       | -                     |
| 2021 | "Trying Not To cry" (amb Kina)              | -                     |

### Publicacions de Bandcamp
- Everything Is Made of Clouds (2013)[13]
- Gd Vibes (2014)[14]
- Covers (2015)[57]
- Youtube Covers (2015)[58]
- Nervous Friends // Pt. 1 (2015)[15]
- Everything Is Made of Stars (2015)[17]